# Jonathan Caouette
Jonathan Caouette (ur. 26 listopada 1973 w Houston w Teksasie) – amerykański aktor, reżyser, scenarzysta i montażysta filmowy, związany z kinem awangardowym.

## Życiorys
Urodził się w dysfunkcyjnej rodzinie – ojciec porzucił ją jeszcze kiedy Jonathan był dzieckiem, a matka (na skutek terapii elektrowstrząsowej, której została poddana w młodości) chorowała na schizofrenię. Caouette został jej odebrany jako kilkulatek i przez jakiś czas tułał się po domach dziecka i rodzinach zastępczych, by w końcu trafić pod opiekę swoich surowych i apodyktycznych dziadków. U nich, wiecznie nieobecnego dziadka i podobnie jak matka, cierpiącej na problemy psychiczne babci, spędził swoją młodość. Jako nastolatek odkrył w sobie skłonności homoseksualne, co zaowocowało pierwszym związkiem w wieku 15 lat z kolegą ze szkoły. Mimo to doczekał się jednak syna, Josha.
Jako 11-latek odkrył to, co stało się później największą pasją jego życia – kino. Na pożyczonej od sąsiada kamerze 8 mm kręcił swoje pierwsze, amatorskie filmy (później ich fragmenty wykorzystał w swoim najsłynniejszym dziele, "Tarnation"). Od 1987 do 1990 uczęszczał do Westbury High School w Houston w Teksasie. Gdy stał się już dorosłym człowiekiem, wyjechał do Kalifornii gdzie rozpoczął karierę filmową jako aktor, grając w ponad 20 studenckich etiudach.

### Choroba psychiczna
W wieku 12 lat zaczęły występować pierwsze objawy jego zaburzeń psychicznych, zdiagnozowanych później jako depersonalizacja – schorzenie występujące często wraz z derealizacją, objawiające się odczuwaniem zmian we własnym sposobie myślenia i poczuciu zmian własnej tożsamości.

## Twórczość
Jako aktor wystąpił w 6 filmach (nie licząc dziesiątek etiud, filmów amatorskich czy krótkometrażowych), wyreżyserował także 6 filmów, a w dwóch z nich był też operatorem i scenarzystą. Jego najsłynniejszym i najbardziej cenionym dziełem jest "Tarnation", powstały w 2003 paradokument (stanowiący także jego debiut pełnometrażowy), w którym opisuje swoje życie od dzieciństwa aż do dorosłości. Ma on formę kolażu, składa się z fragmentów nagrań, których dokonywał od wczesnej młodości, zdjęć z rodzinnego albumu, wstawek fabularnych, animacji i krótkich wywiadów. Ma charakter eksperymentalny i awangardowy, zawiera wiele oryginalnych i nowatorskich rozwiązań pod względem wizualnym, sposobu montażu i narracji.
Mimo że zrealizowane za sumę 218 dolarów i zmontowane przy pomocy amatorskiego programu komputerowego iMovie, "Tarnation " osiągnęło sukces, zdobywając nagrody i wyróżnienia m.in. Grand Prix – Nagrodę Publiczności na festiwalu Nowe Horyzonty, nagrodę dla najlepszego nowego twórcy filmowego przyznawaną przez Bostońskie Stowarzyszenie Krytyków Filmowych oraz nagrodę dla najlepszego filmu dokumentalnego od Amerykańskiego Stowarzyszenia Krytyków Filmowych.

## Filmografia

### Aktor
- 2006: "Fat Girls" (jako Seymour Cox)
- 2008: "The Moon and he" (jako Marlene)
- 2008: "Bi the way" (jako Dziennikarz)
- 2011: "Portland" (jako Michael)
- 2012: "Kiss of the Damned" (jako Anton)
- 2013: "Portland" (jako Michael)

### Reżyser
- 2003: "Tarnation"
- 2007: "Making of the 15th Raindance Film Festival"
- 2009: "42 One Dream Rush"
- 2009: "ATP - muzyka jutra"
- 2011: "Walk Away Renee"
- 2011: "All Flowers in Time Movie"

### Scenarzysta
- 2003: "Tarnation"
- 2011: "All Flowers in Time Movie"